# دالة الملاءمة
دالة الملاءمة هي نوع معين من الدوال الموضوعية التي يتم استخدامها للتلخيص، كرقم واحد من الجدارة، مدى قرب حل تصميم معين من تحقيق الأهداف المحددة. تُستخدم دوال الملاءمة في معمارية البرمجيات والخوارزميات التطورية، مثل البرمجة الوراثية والخوارزميات الوراثية لتوجيه عمليات المحاكاة نحو حلول التصميم الأمثل.